# Blauwe Grot (Sicilië)
De Blauwe Grot (Italiaans: Grotta Azzurra) is een bekende grot aan de kust van het Italiaanse eiland Sicilië ter hoogte van het strand van Mazzaro. Zonlicht dat door een holte onder het water schijnt, reflecteert in de grot en zorgt zo voor een helderblauwe kleur van het water in de grot. 
Toeristen worden met boten richting de grot vervoerd vanaf de strandjes bij Mazzaro en Isola Bella, die vanuit Taormina bereikt kunnen worden per kabelbaan (funivia). Steeds kan één boot de grot in om de toeristen een beeld te geven van het natuurverschijnsel.
Vergelijkbare lichteffecten zijn te zien in grotten in Kroatië (Blauwe Grot van Biševo), Malta (Blue Grotto) en het Italiaanse eiland Capri (eveneens Grotta Azzurra genoemd).

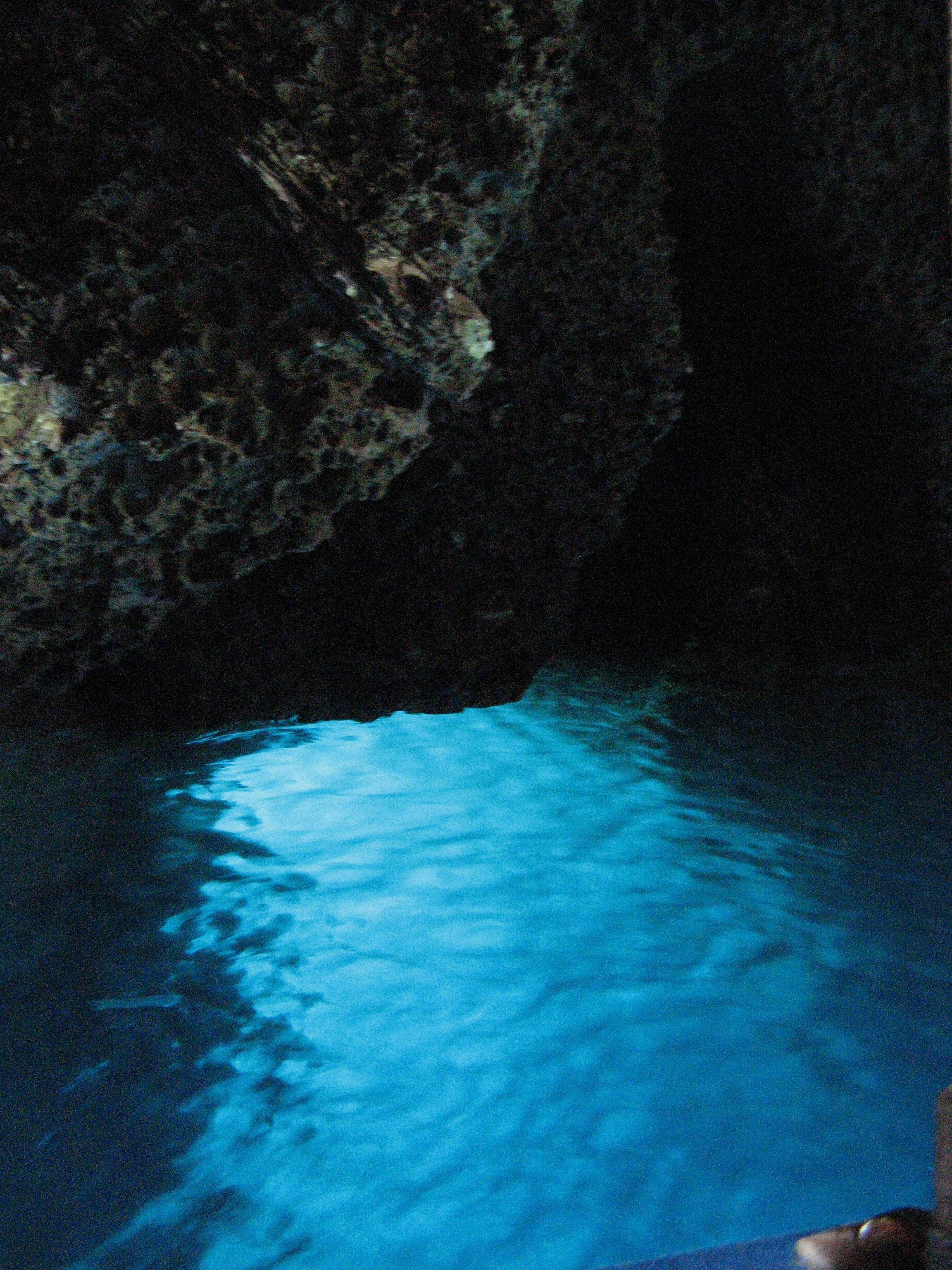
De reflectie in de Blauwe Grot.
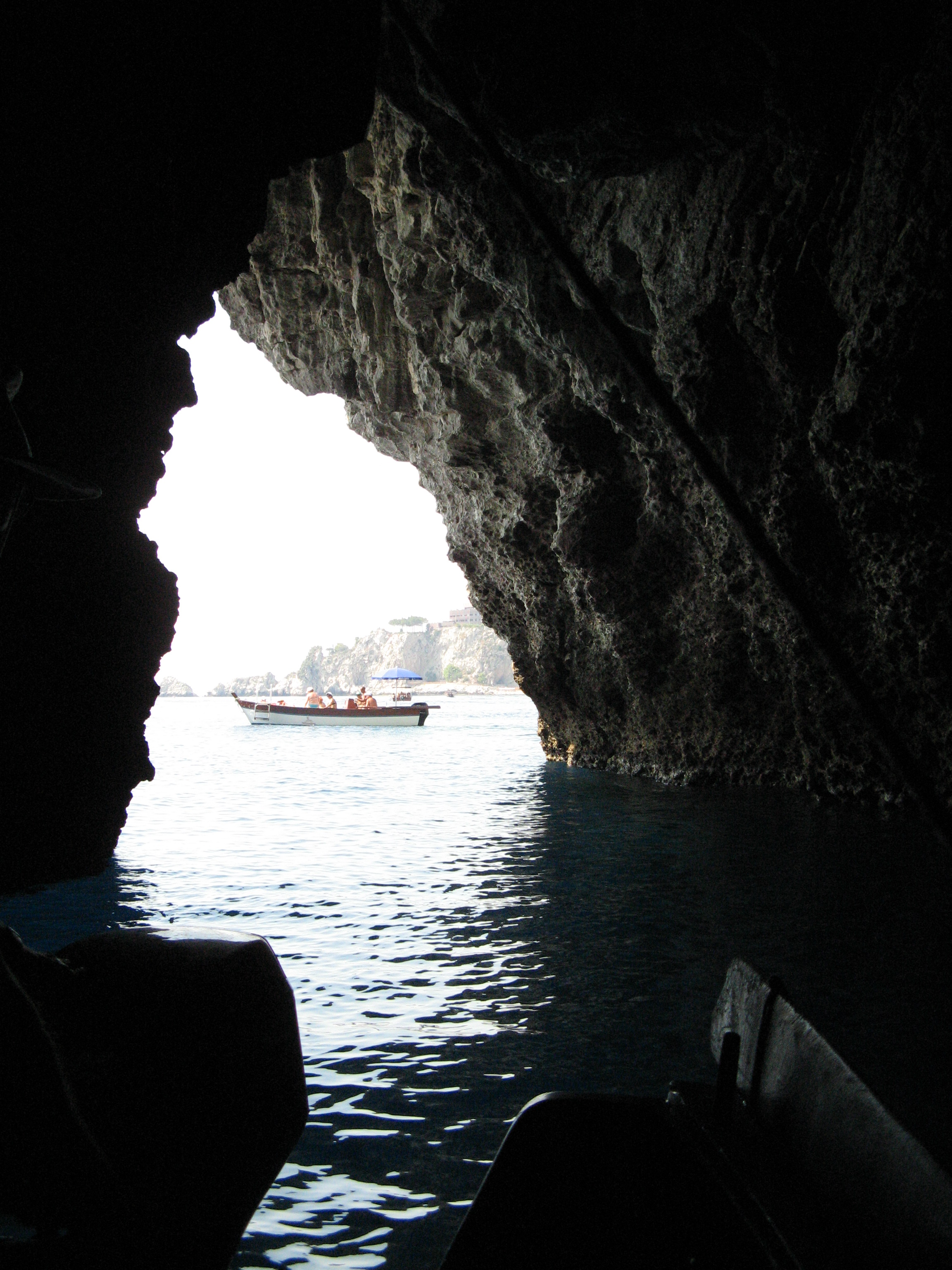
Een boot wacht voor de ingang van de Blauwe Grot.
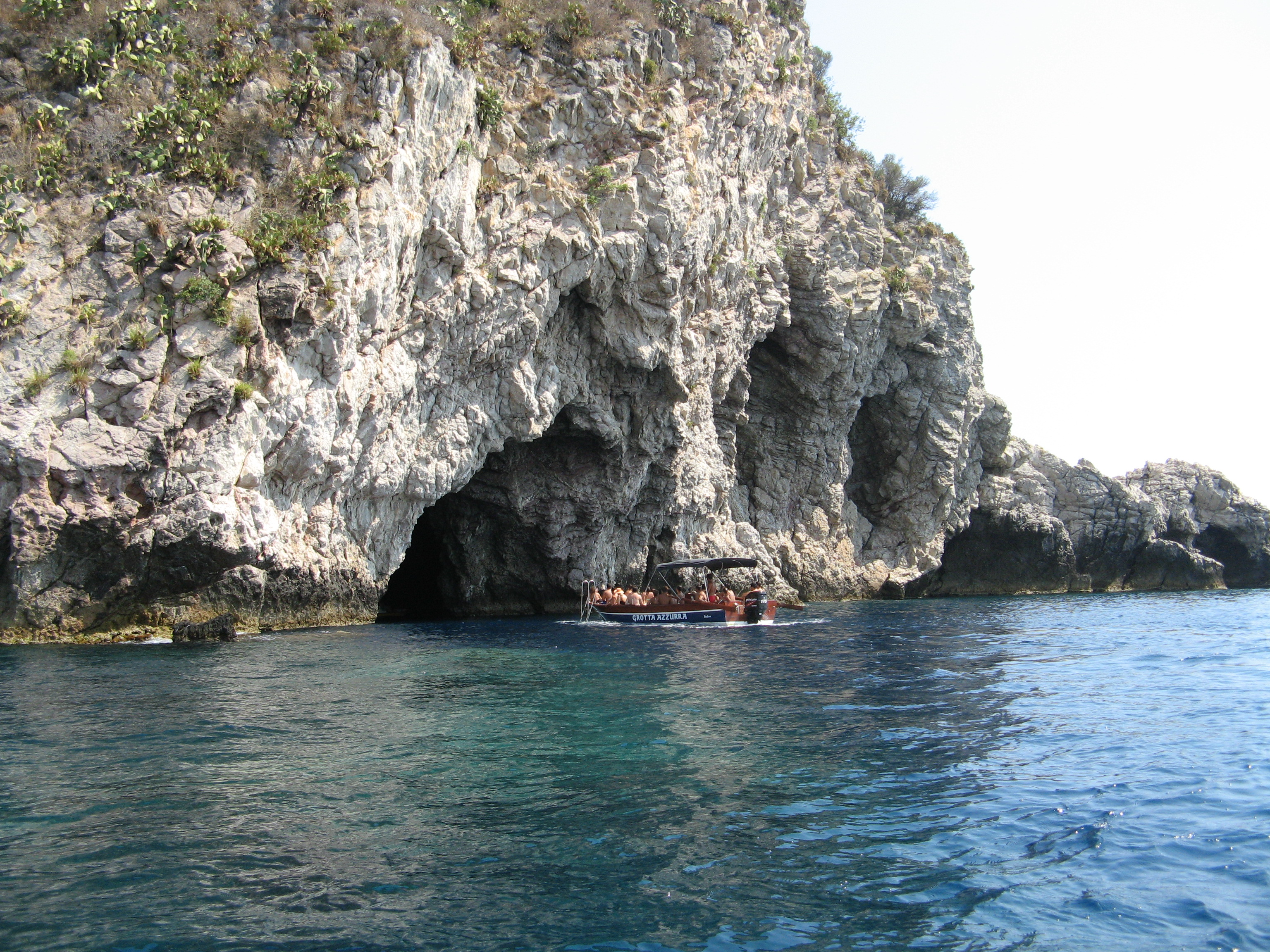
Een boot vol toeristen vaart de grot in.